# اچ‌ام‌اس بلورت (کی۱۱۴)
اچ‌ام‌اس بلورت (کی۱۱۴) (به انگلیسی: HMS Bellwort (K114)) یک کشتی بود که طول آن ۲۰۵ فوت (۶۲ متر) بود. این کشتی در سال ۱۹۴۱ ساخته شد.